# El gat i la rata
El joc del gat i la rata és un joc d'acció i de persecució per a infants que té moltes variants. El nom està inspirat del joc d'un gat que encalça la rata, també utilitzat com a metàfora de relacions i conflictes humans que ha inspirat obres literàries o periodístiques, per a descriure situacions conflictives en què hi ha una gran diferència de forces entre els contrincants, on cadascú amaga secrets i armes per aconseguir els seus objectius.

## Variants

### Variant valenciano-franco-balear
En la variant descrita pel Diccionari català-valencià-balear i per la francesa Elisabeth Celnart, tradüida el 1839 per Mariano de Rementería y Fica el joc es desenvolupa de la següent manera:
Es formen en cercle els participants donant-se les mans: una noia col·locada al mig de la roda és la rata i un noi és el gat. Es gira ràpidament aixecant els braços perquè el gat pugui passar per sota i penetrar en el centre, al mateix temps que la rata aconsegueixi escapar-se per la part oposada. El gat salta al voltant fent miols i procurant trobar una entrada. Quan s'acosta a un costat s'estrenyen promptament els braços i aquell no perd temps a procurar obrir sinó que passa al lloc menys defensat. Si és hàbil, entra a la roda però alhora ofereix una sortida a la rata i llavors es prova de tancar el gat estrenyent la cadena.
No obstant això, com que la llei del joc és de saltar i girar, el gat alerta descobreix aviat un buit per on evadir-se i va a la rata, que es refugia en córrer a la roda, així poques vegades estan junts. Encara és més estrany que no pervingui a penetrar en la roda quan hi ha la rata dedins i que no l'atrapi obligant-la a donar una peça. En aquest cas el gat i la rata descansen fent part en la roda, posant-hi les peces altres successors. En la versió del segle xix el joc continua fins que tots els homes s'hagin esgotat i les dones s'hagin fet rates. Aquest joc és molt d'abocament i fa fer molt exercici. Actualment no es té en compte el sexe del jugadors.

### Variant de Vila-real
Una altra variant és la de Vila-real: hi juguen diverses persones que van apilant damunt la taula les mans amb el puny tancat, fins a fer una torre. Després es dialoga:
- Ací dins, que n'hi ha?
- Un gatet i una rateta!
- Perquè renyen?
- Per una molleta de pa!
- El que se'n riurà, pagarà!

Tots desfan la pila i roden els seus punys, un entorn de l'altre, mentre fan soroll amb els llavis tancats i fan ganyotes per tal de moure a riure els altres. Quan algú comença a riure, paga alguna senzilla penyora o queda fora del joc, i es torna a començar.

### Variant videojoc
Com per quasi tots els jocs tradicionals, també van desenvolupar-se videojocs en línia o per a telecarregar a una consola de joc o un tauleta tàctil.

## El gat i la rata en l'art
- Günter Grass, El gat i la rata, 1961, traducció catalana del 2001[10]
- Llorenç Capdevila, «Gat i rata», O rei o res!, 2003[11]
- Josep Casas i Devesa, El gat i la rata, sardana revessa, 1957